# 魯比日內
鲁比日内（羅馬化：Rubizhne，發音：[rʊˈb⁽ʲ⁾iʒne] ⓘ） ，又按俄语名译为鲁别日诺耶（羅馬化：Rubezhnoye，發音：[rʊˈbʲeʐnəjə]），是乌克兰东部盧甘斯克州北顿涅茨克区鲁比日内市镇内的城市及该市镇的行政中心，乌克兰行政区划改革前为该州的州辖市。該市距離首都基輔692公里，始建於1895年，面積34.14平方公里，海拔高度55米，2022年人口数量为55,247人。

## 历史
1904年，当地建成了一个火车站。1931年3月，當地出版了一份报纸。1934年被升格为城市，開始發展本地的化學與製藥業。1942年至1943年納粹德國佔領該市期間，在本地設置了一個監獄。戰後該市成為當地最大心臟科藥品生產基地。2014年4月，頓巴斯親俄武裝佔據了該市。7月21日，乌克兰军队收复了该市。2022年5月12日，俄羅斯军队佔領該市。时任卢甘斯克州州长谢尔盖·盖达伊称，该市已被俄军彻底摧毁，目前该市已不存在完整建筑，大量受损房屋难以修复。

## 人口
2001年全市人口民族构成如下：
- 乌克兰人：66.3%
- 俄羅斯人：31.3%

## 友好城市
- 乌克兰 多利納[11]

## 当地名人
- 費奧多爾·葉梅利亞年科：俄罗斯前综合格斗和柔道运动员。
- 弗拉基米爾·斯米爾諾夫：苏联男子击剑运动员。
- 马克西姆·若林：乌克兰军事政治人物，亚速营第三任指挥官、乌克兰国民警卫队高级中尉。

## 图集

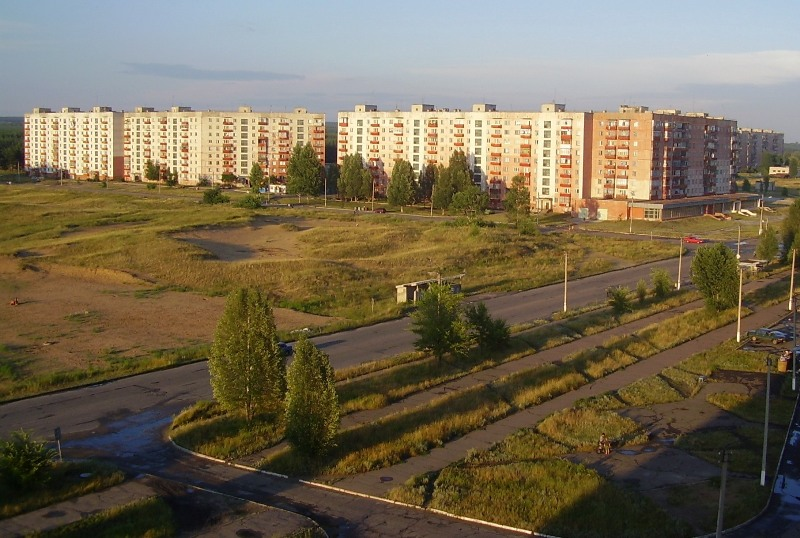
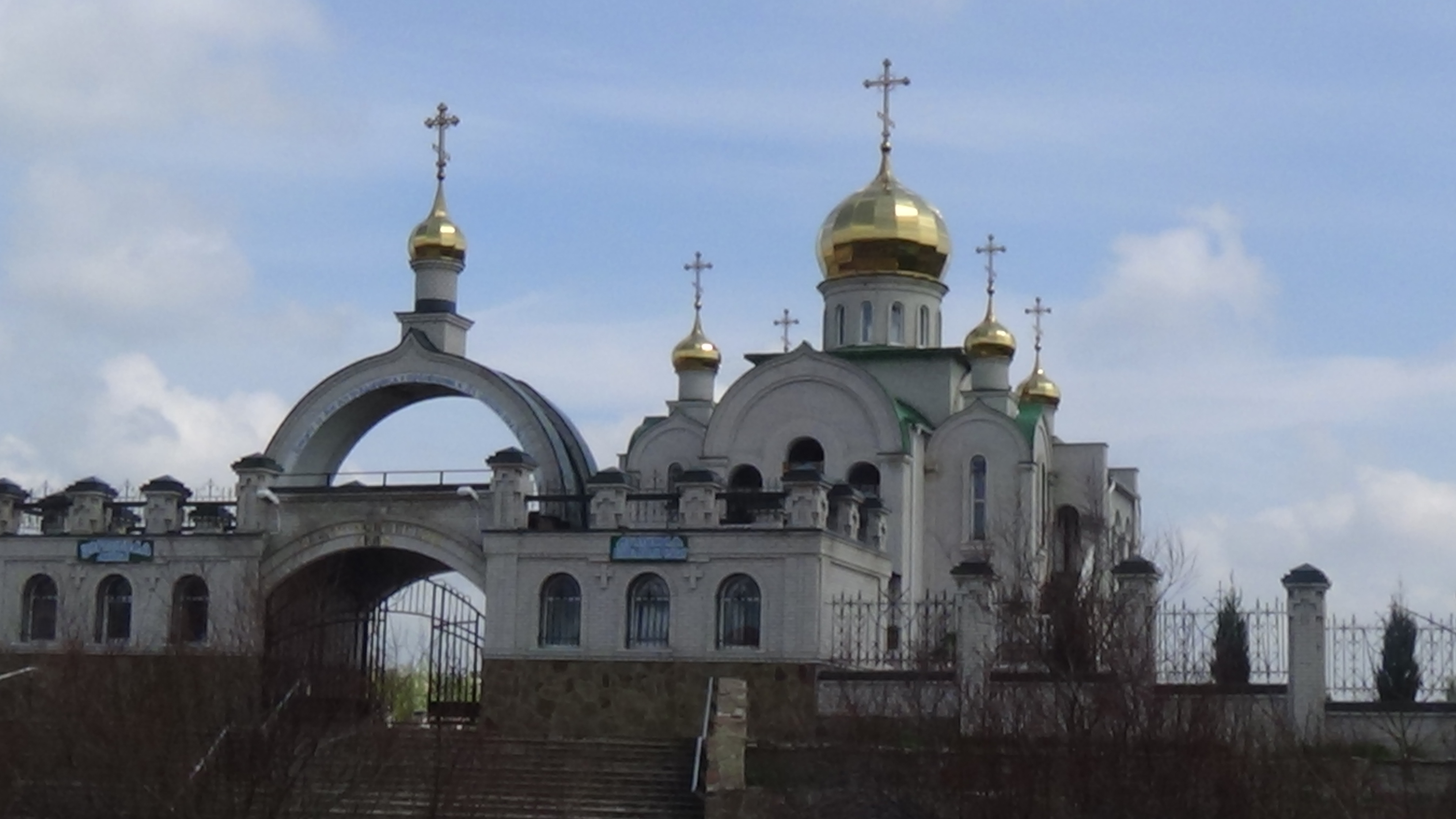
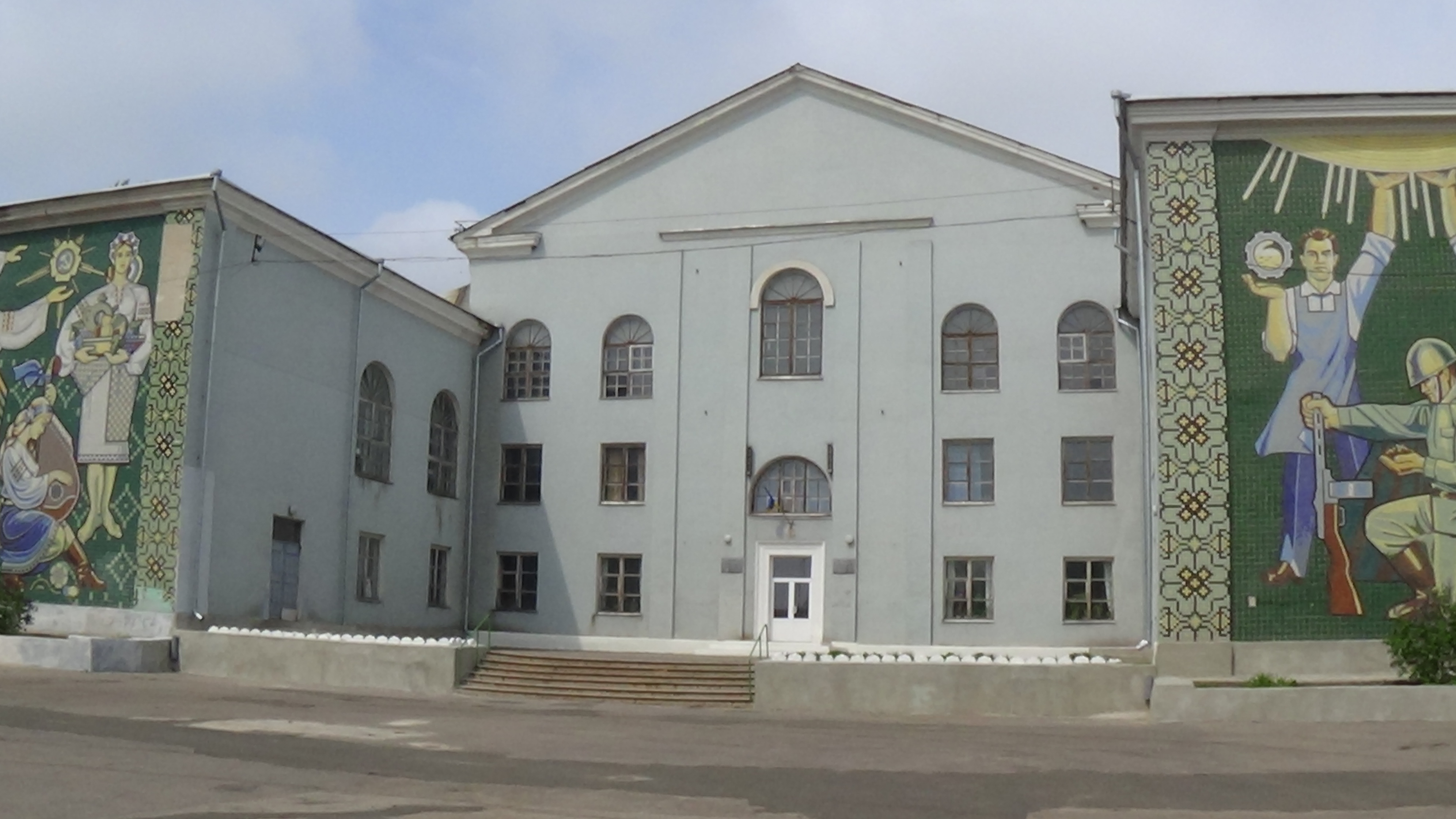
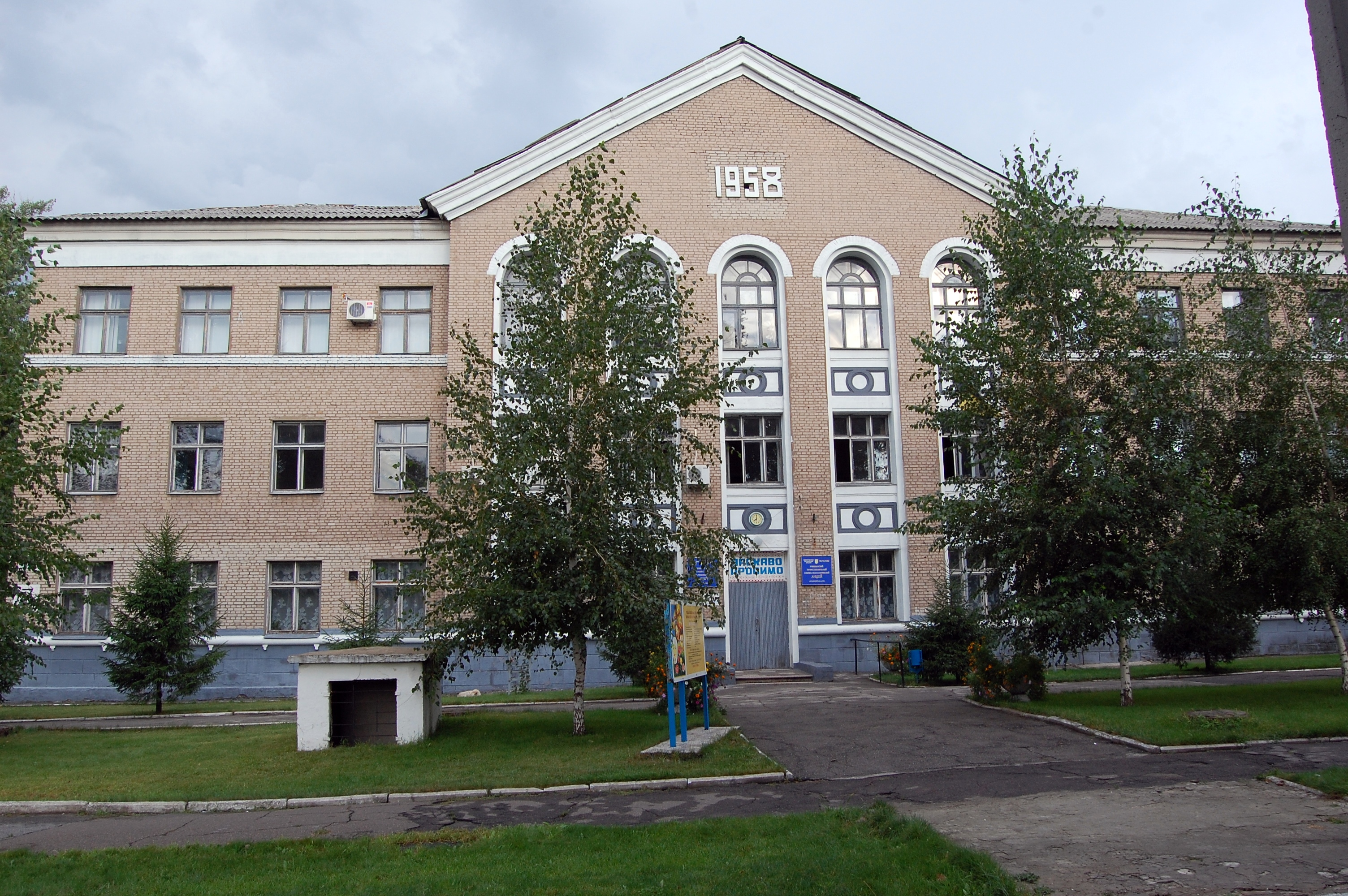
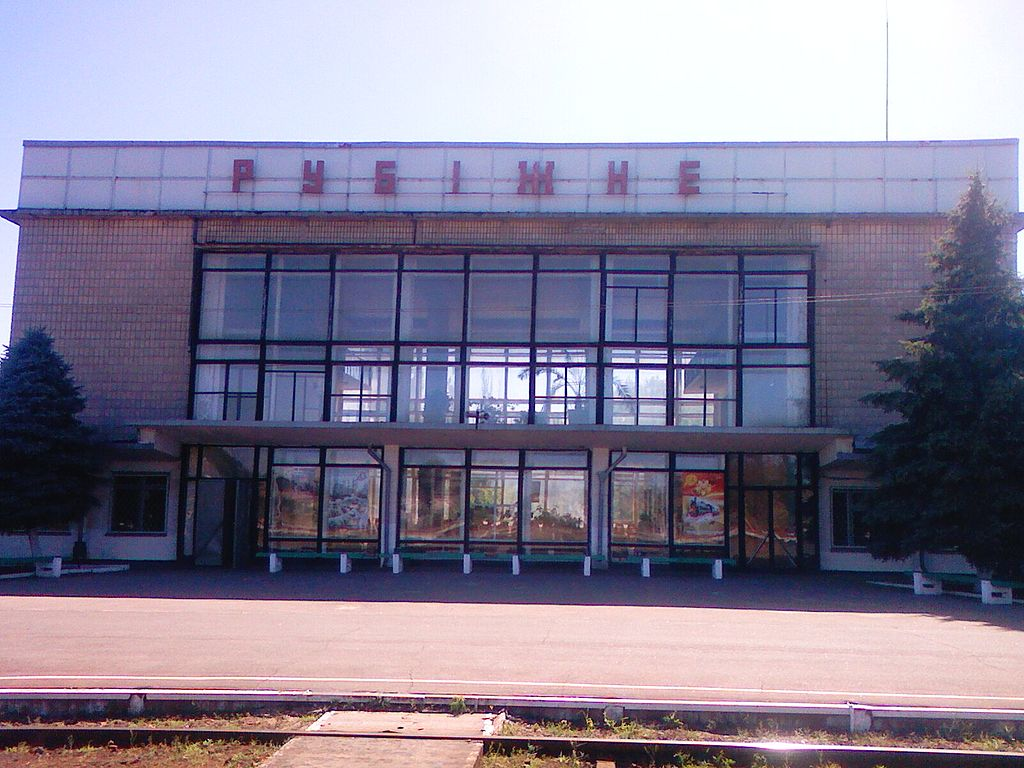